# عقاب مقاتل
العقاب المقاتل عقاب ضخم جدا يوجد في المناطق المفتوحة وشبه المفتوحة من أفريقيا جنوب الصحراء، وهو ينتمي إلى رتبة الجوارح وفصيلة البازية، وهو النوع الوحيد من الجنس (Polemaetus).

## الوصف

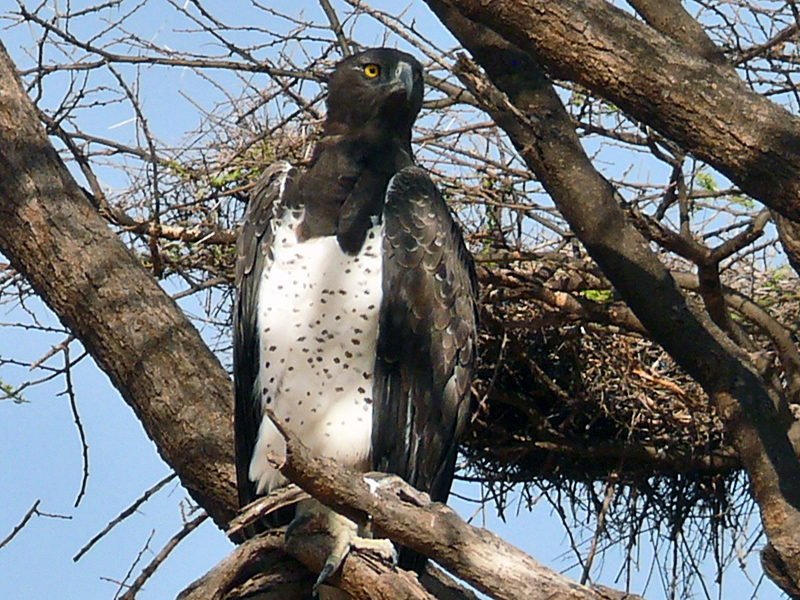
عقاب مقاتل في كينيا

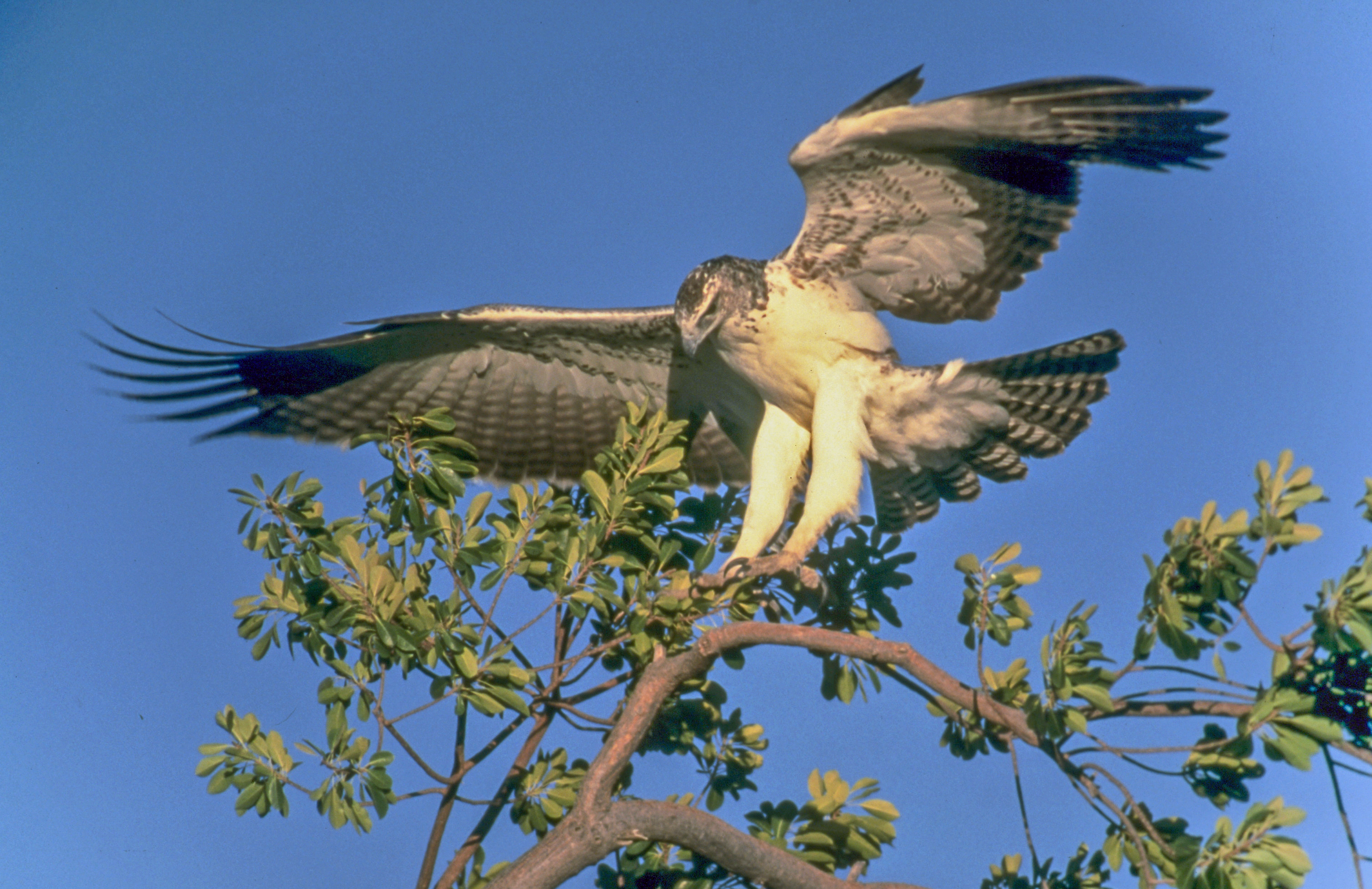
عقاب مقاتل غير ناضج

العقاب المقاتل عقاب ضخم جدا، إذ يتراوح طوله ما بين 78 إلى 96 سنتمترا، ووزنه ما بين 3 إلى 5.8 الكيلوغرام، والمساحة بين جناحيه ما بين 188 إلى 227 سنتمترا، وهو أكبر عقاب في إفريقيا.
ريش الجزء العلوي من العقاب المقاتل البالغ لونه بني غامق، أما الجزء السفلي من جسمه فلونه أبيض ومنقط بنقط سوداء، أما الجزء الكامن تحت جناحيه فهو بني ومخطط بالسواد. تكون الإناث عادة أكبر حجما وأكثر بقعا من الذكور، أما الصغار فتكون أفتح لونا عند الأجزاء العلوية، وأجزاؤها السفلية بيضاء، ويتحول ريشها إلى ريش البالغين في عامها السابع.
للعقاب المقاتل بصر حاد للغاية (أقوى من بصر البشر بثلاثة أضعاف إلى 3.6 الضعف)، وقد خُلقت له هذه الميزة ليتمكن من تحديد مكان الفريسة المحتملة عن بعد شاهق جدا.

## التوزيع والموطن
يوجد العقاب المقاتل في معظم مناطق أفريقيا جنوب الصحراء، فهو يوجد حيثما كان الغذاء متوفرا والبيئة مناسبة، وتتركز أعداد العقبان المقاتلة في الجنوب من إفريقيا، لا سيما في زيمبابوي وجنوب أفريقيا، وبشكل عام فإن هذه الطيور تتركز أكثر في المناطق المحمية مثل متنزه كروغر الوطني في جنوب إفريقيا.
الموطن المفضل للعقاب المقاتل هو السافانا المفتوحة وشبه الجافة، وهو يتجنب الغابات الكثيفة، ولكنه يحتاج إلى شجر ليبني عشه عليه.

## الغذاء
العقاب المقاتل من أقوى الطيور المفترسة في العالم، ومن بين الجوارح الإفريقية لا يوجد جارح يكافئه في السيطرة إلا العقاب المتوّج (Stephanoaetus coronatus). يتنوع غذاء العقاب المقاتل بشكل كبير حسب توفر الفرائس، وقد بينت دراسة ما أن 45% من غذائه يتكون من الطيور. الزواحف لا سيما السحالي والثعابين تكوّن 38% من غذائه، أما الـ17% الباقية فتتكون من الثديات، مثل السموريات والبابون والخنازير الوحشية الإفريقية. يستطيع العقاب المقاتل اصطياد طيور كبيرة بحجم اللقلق، ولكنه في الغالب يختار أنواعا متوسطة الحجم. في بعض المناطق تشكل الثديات القسم الأكبر من غذائه، ومن الثديات التي يتناولها: القواع والوبريات والسموريات والبابون والظبي. يصيد العقاب المقاتل عادة وهو طائر، إذ يقوم بالطيران على ارتفاع فوق منطقته، ثم ينخفض بسرعة وحدّة باتجاه فريسته ويصطادها بشكل مفاجئ.